# Danh sách đạo diễn Điện ảnh Séc nổi tiếng
Dưới đây là danh sách đạo diễn Điện ảnh Séc nổi tiếng:
| - Bohdan Sláma - Břetislav Pojar - Frank Daniel - František Čáp - František Vláčil - Gustav Machatý - Ivan Passer - Jan Hřebejk - Jan Němec - Jan Svěrák - Jan Švankmajer - Jaromil Jireš - Jiří Menzel - Jiří Trnka - Juraj Herz | - Karel Kachyňa - Karel Lamač - Karel Reisz - Martin Frič - Miloš Forman - Saša Gedeon - Oldřich Lipský - Petr Zelenka - Věra Chytilová - Vojtěch Jasný |